# 鉄道道路併用橋

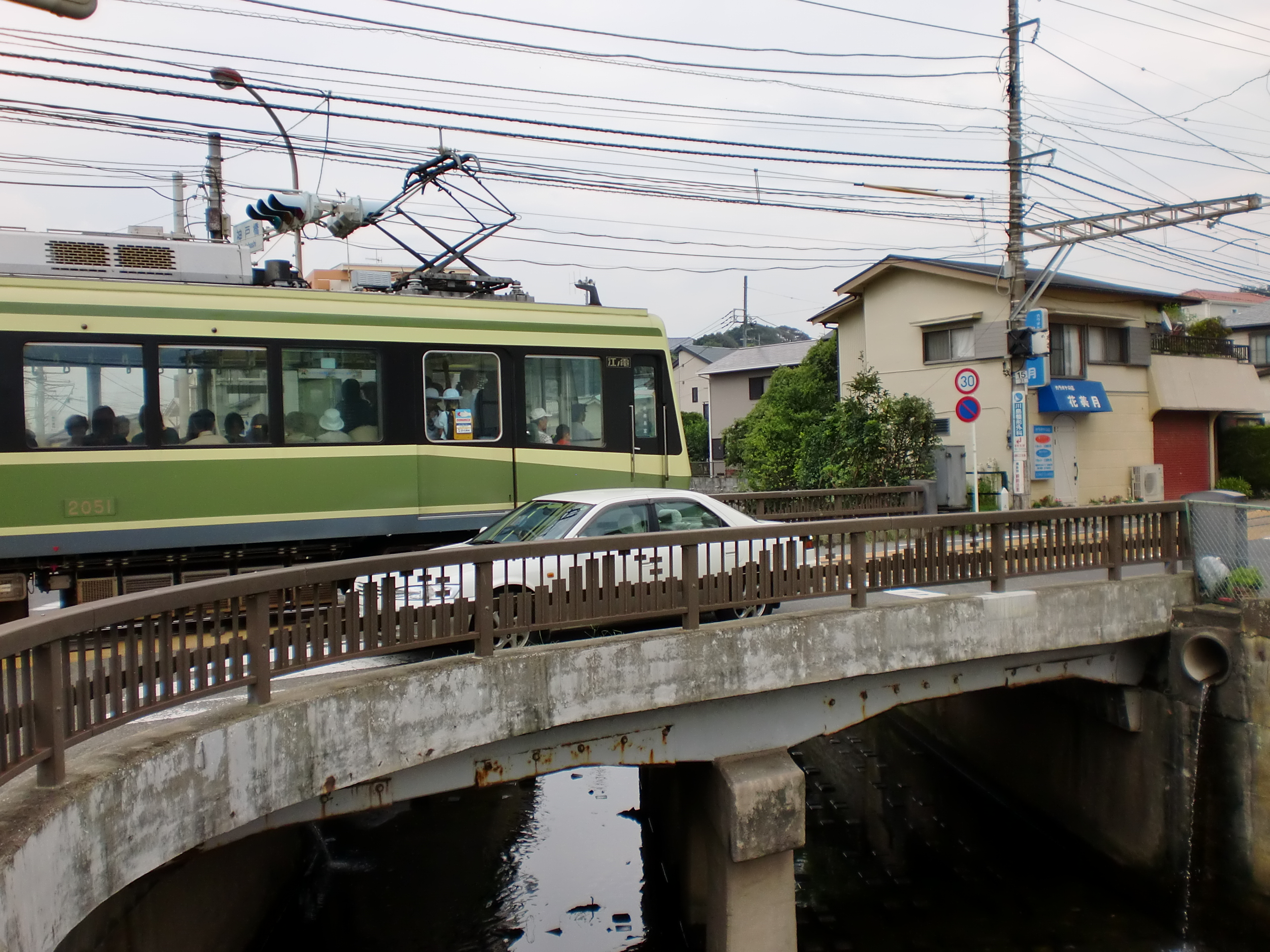
日本で唯一の1の類型・神戸橋(鎌倉市)

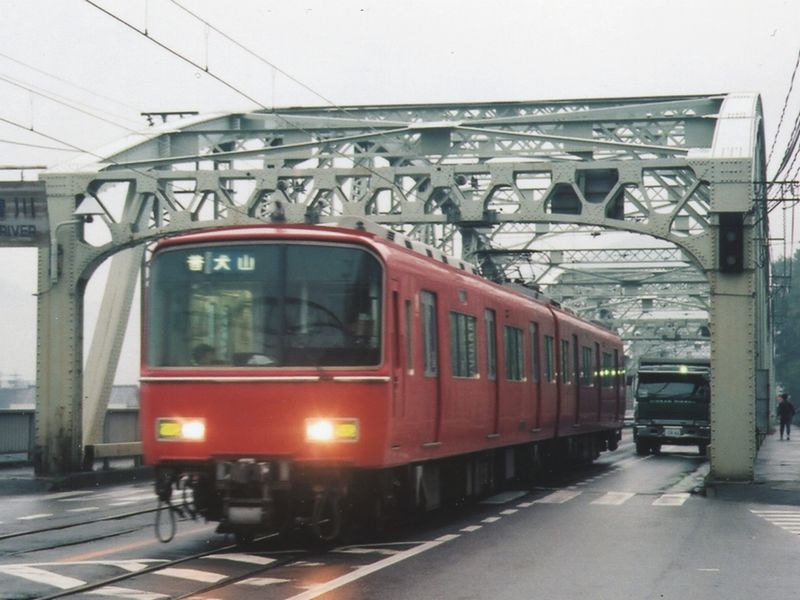
過去に存在した1の類型。併用橋時代の名鉄犬山線犬山橋（1996年11月）。

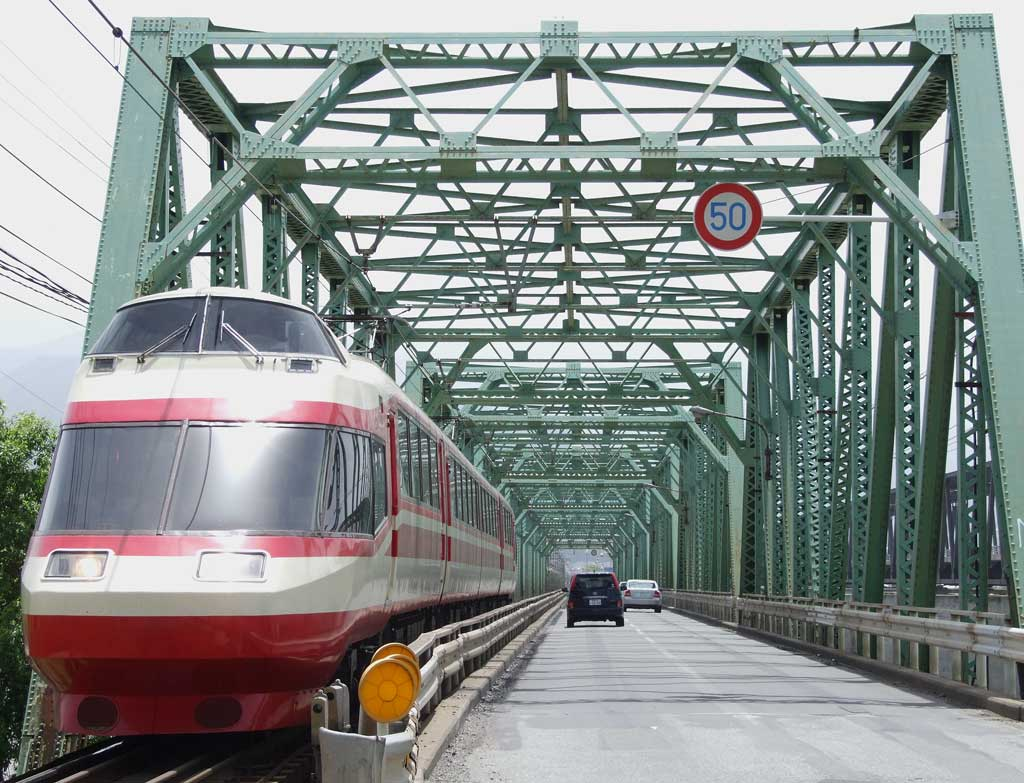
2の類型。長野電鉄の村山橋（旧橋時代）。

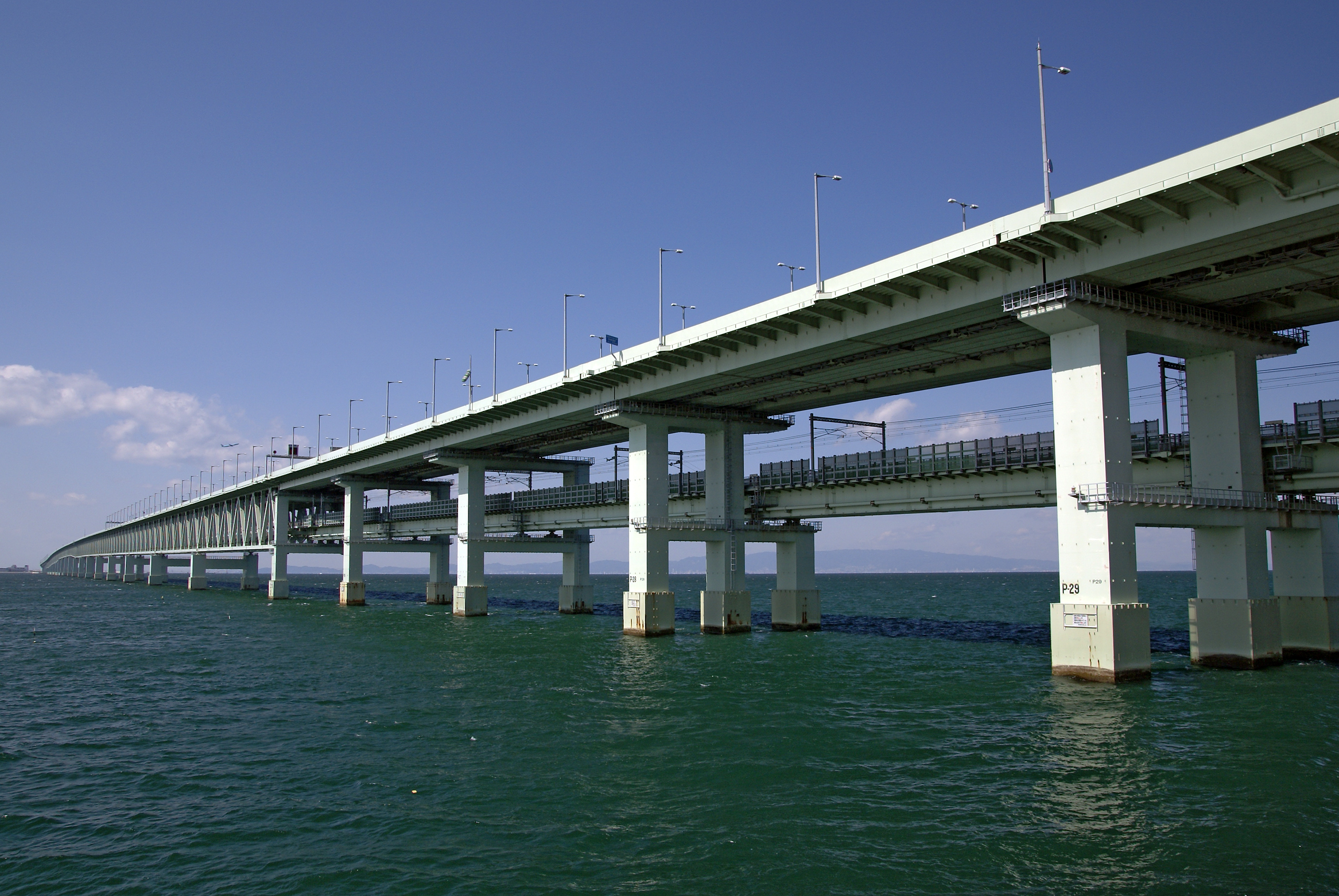
4の類型。関西国際空港連絡橋。上段が自動車道路、下段が鉄道。

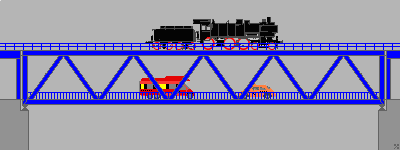
4の類型。上段が鉄道、下段が道路。

鉄道道路併用橋（てつどうどうろへいようきょう）は、鉄道と道路が一本の橋を共用する状態の橋のことである。

## 解説
河川などに対する架橋に際して道路と鉄道の橋をそれぞれ架ける予算がなかった場合などに、共用橋として建設されることが多い。
後に交通量の増加などで、並行して橋を増設して道路と鉄道を分離・解消した事例も多くある。
軌道法に基づく路面電車は道路施設の一部であるため、併用橋には含めないことがある。他方で、モノレールや新交通システムは含めることがあり、この点に関する明確な定義は存在しない。本稿では、モノレールと新交通システムを含むものとして記述する。

## 併用の方式
3.と4.を含めず1.と2.のみ、ないしは1.だけを狭義の「鉄道道路併用橋」とすることがある。
1. 鉄道と道路が同一平面に併設され、鉄道と道路の走行域も共用となっているもの。
  - 現在の日本には江ノ島電鉄の神戸橋（ごうどばし）しか現存しない。同橋は併用軌道部分に存在するが、江ノ島電鉄線が鉄道路線であるため、短いながら日本で唯一の鉄道道路併用橋となっている。
  - かつては犬山橋（名鉄犬山線）、二子橋（東急大井町線）なども存在したが、道路交通量の増加に伴って渋滞の原因となる、鉄道に対して安全上の問題が生じる、などの理由から後に鉄道部分と道路部分が分離された。
  - 原則として鉄道路線を道路上に敷設することはできないとされているが、所管官庁へ申請し、道路敷設の許可がなされれば敷設することができる。
2. 鉄道と道路が同一平面に併設されるが、それぞれ走行区域が分離されているもの。
レインボーブリッジ（ゆりかもめ東京臨海新交通臨海線）、淀川橋梁（おおさか東線、2013年に道路廃止）、村山橋（長野電鉄長野線）、関屋大橋（新潟交通電車線、1999年廃止）、第一江川橋梁（三江線、2018年廃止）、六甲大橋（神戸新交通六甲アイランド線）など。
3. 鉄道と道路が下部工を共有するが、上部工は分離されているもの。
首都圏新都市鉄道つくばエクスプレス小貝川橋梁（もりやみらい橋）、利根川橋梁[注釈 1]、新九頭竜橋（北陸新幹線九頭竜川橋梁）[1]、印旛大橋（京成成田空港線）、新淀川大橋（Osaka Metro御堂筋線）など。
4. 鉄道と道路が、上下に分離して敷設される場合。
瀬戸大橋（本四備讃線）、関西国際空港連絡橋（関西空港線・南海空港線）、竜の口橋りょう（仙台市地下鉄東西線）、立日橋（多摩都市モノレール線）、新井橋（多摩都市モノレール線）など。なお、モノレールとの併用においては鉄道が上側に敷設されるが、普通鉄道の場合には重荷重バランスの問題から鉄道が下側に敷設されるのが通例である。

## 日本国外の併用橋

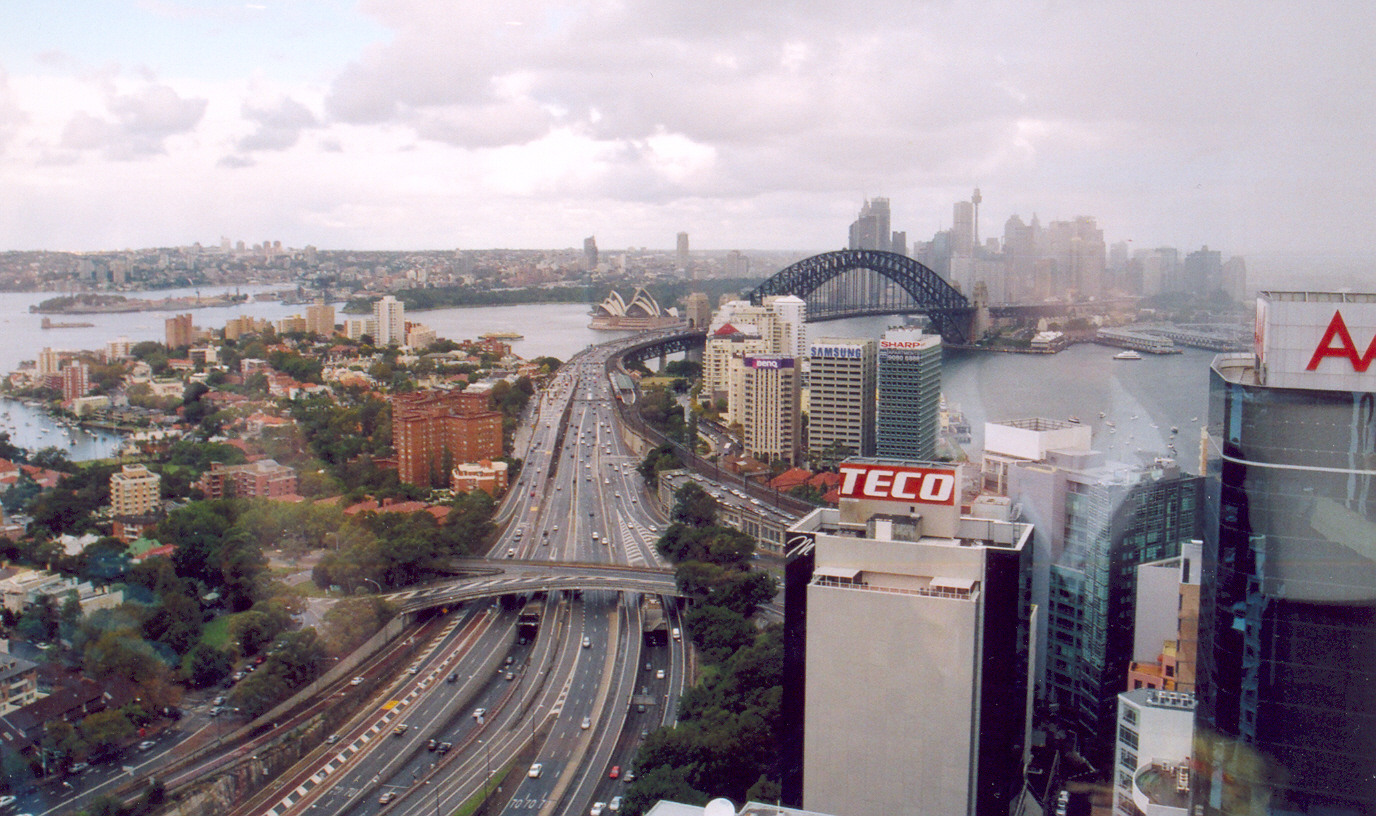
シドニーのハーバーハイウェイ。写真中央で右から橋の方向へ向けて鉄道が合流しているのが解る。

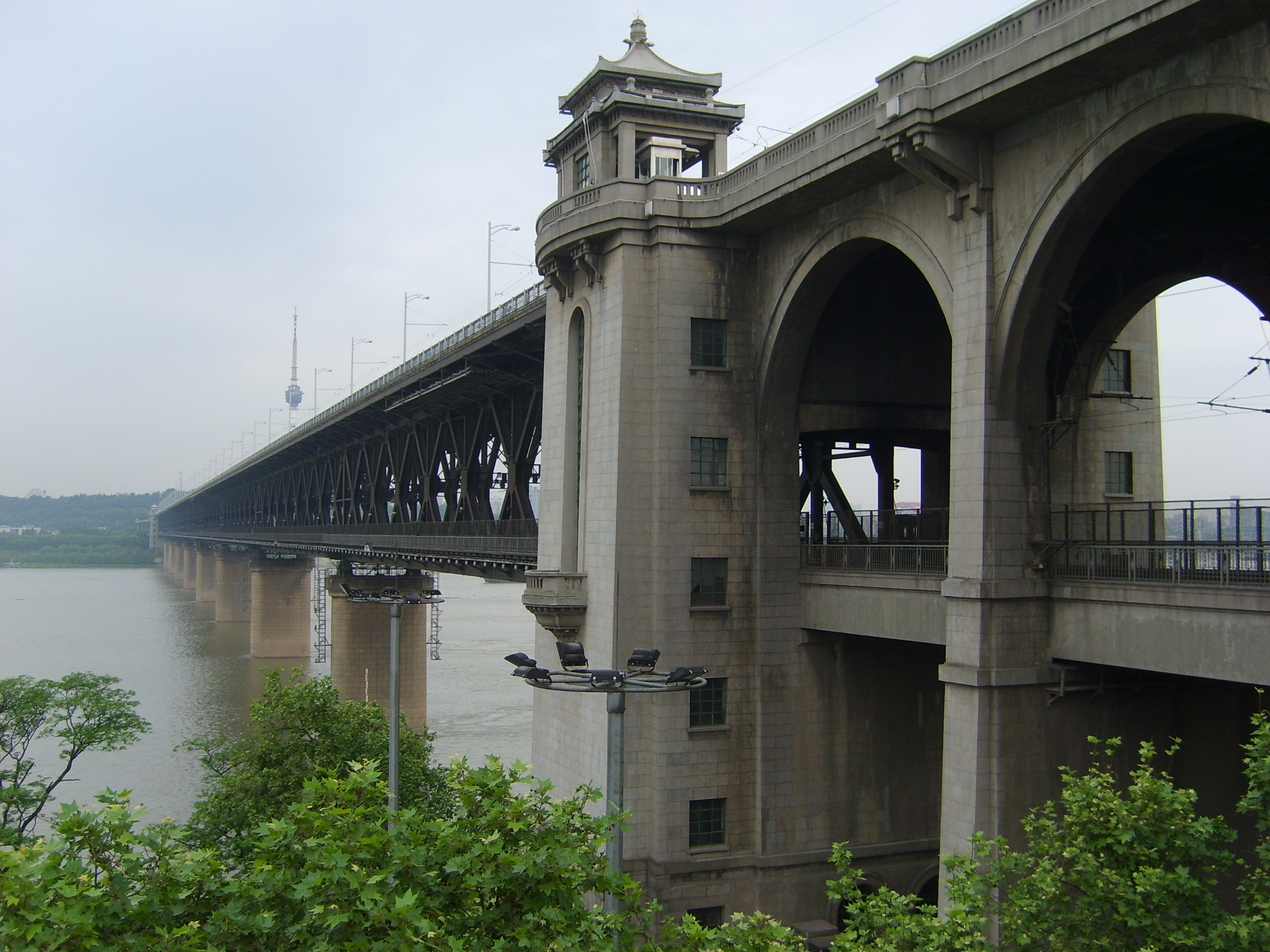
武漢長江大橋。上は自動車道、下は京広線が通る。

- 南京長江大橋（4.の類型。中国南京市の長江に架かる）
- 淮南淮河大橋（4.の類型。中国淮南市の淮河に架かる）
- 銭塘大橋（4.の類型。中国杭州市の銭塘江に架かる）
- 武漢長江大橋（4.の類型。中国武漢市の長江に架かる）
- 九江長江大橋（4.の類型。中国九江市の長江に架かる）
- 青馬大橋（香港の青衣島と馬湾を結ぶ）
- 中朝友誼橋（2.の類型。中国と北朝鮮の国境を流れる鴨緑江に架かる）
- 永宗大橋（4.2混合の類型。韓国）
- ロンビエン橋（2.の類型。ベトナムハノイ市の紅河に架かる）
- タークシン橋（3.の類型。タイのチャオプラヤー川に架かる）
- タイ＝ラオス友好橋（1.の類型。タイとラオスの国境を流れるメコン川に架かる）
- アフガニスタン＝ウズベキスタン友好橋（1.の類型。アフガニスタンとウズベキスタンの国境を流れるアムダリヤ川に架かる）
- ハバロフスク橋（4.の類型。ロシア極東のハバロフスク近郊のアムール川に架かる）
- クリミア大橋（3.の類型。ロシア本土のタマン半島と、ウクライナ領であるクリミア（2014年以降ロシアが実効支配を続けている）を隔てるケルチ海峡に架かる）
- ドン・ルイス1世橋（4.の類型。ポルトガルのポルトのドウロ川に架かる）
- 4月25日橋（4.の類型。ポルトガルのリスボン近郊のテージョ川に架かる）
- イーズ橋（4.の類型。アメリカ合衆国のミシシッピ川に架かる）
- ハーバーブリッジ（2.の類型。オーストラリアのシドニー湾を越える）
- オーバーバウム橋（4.の類型。ドイツのベルリンのシュプレー川に架かる）

### 鉄道部分が廃止された橋
- 西螺大橋（かつて軽便鉄道があった）（2.の類型。台湾に所在）
- サンフランシスコ・オークランド・ベイブリッジ（開通から1958年までキー・システムが運行。廃線後は車線に転用）（4.の類型。サンフランシスコ湾の両岸であるサンフランシスコとオークランドを結ぶ）

### 道路部分が廃止された橋
- マナンピティヤ橋（道路橋新設による）（1.の類型。スリランカのマナンピティヤのマハウェリ川に架かる）
- アトック橋（道路橋新設による）（4.の類型。パキスタンのアトックのインダス川に架かる）